# 섬머데이즈
Summer Days(일본어: サマーデイズ)는 일본의 오버플로우사에서 발매한 풀 애니메이션 형식의 성인용 어드벤처 게임으로서 DVD-ROM 듀얼 레이어 형식 1장으로 출시되었다. 또한 원작 PC판을 일반 DVD 플레이어에서 플레이 할 수 있도록 제작한 DVD-PG판이 2008년 4월 11일 출시되었다.

## 개요
본 작품은 전작 School Days의 시작시점으로부터 이전인, 여름방학 동안에 입학식 시절 일로 인해 마코토에게 연심을 품고 있던 세츠나가 마코토를 만나게 돼서 벌어지는 if시점의 이야기이다. 전작에서 다소 공개되지 않았던 설정이 상당부분 이 작품에서 공개되었다. 엔딩수는 다소 전작보다 적고 총4화 구성이긴 하지만 1화당 플레이 시간이 School Days에 비해 상당히 길고 중복된 부분이 별로 없기 때문에 플레이 시간은 전작보다 약간 적은 정도. 하지만 자주회수와 버그사태 등은 이 게임의 옥의 티로 남아 있다.

## 엔딩

### 세츠나
두 사람의 파리(二人のパリ)
출현 조건: (마지막 이벤트에 돌입할 때까지) 요우코를 공략하지 않음, 애정도(맨 윗줄의 게이지) 최대, 코토노하-코코로 루트가 아님.
세츠나와 슌 사이를 오해한 마코토가 세츠나와 어떤 행위를 하는 장면을 슌에게 들키고, 거기에 쇼크를 먹은 세츠나는 마코토에게 따귀를 한 방 날리고 엄마가 있는 파리로 도망간다. 이를 들은 마코토는 망연자실한다. 얼마 후 파리에서 호텔방에 박힌 채 아무것도 하지 않는 세츠나를 걱정한 마이와 요우코는 어떤 소식을 듣고 공항으로 세츠나를 데려가고, 거기서 세츠나의 눈 앞에 나타난 것은 파리까지 쫓아온 마코토였다. 감격한 세츠나는 마코토에게 안기고, 둘은 서로의 오해를 풀며 다시 한번 사랑을 맹세한다. 여권 모양도 모르는 마코토가 그 짧은 시간에 어떻게 파리행을 할 수 있었는지 등은 의문이다.
코토삐로부터 셋쨩에게(ことぴーからせっちゃんへ)
출현 조건: 요코를 공략하지 않음, 애정도 최대, 코토노하-코코로 루트로 진행.
위와 마찬가지로 세츠나와 슌 사이를 오해한 마코토는 세츠나에게 슌이 바람피는 장면을 들이대고 이에 충격받은 세츠나는 모든 것에서 도망친다. 마코토는 어머니에게 뒤늦게 세츠나와 슌 사이를 듣고는 서둘러 세츠나에게 가지만 세츠나는 이미 파리로 떠난 뒤였다. 만사 포기하고 바다에서 멍하니 있는 마코토를 코토노하가 걱정해주는데, 마코토는 전철에서 볼 때부터 끌리고 있었다며 코토노하에게 매달린다. 이후의 전개는 두 사람의 파리와 유사하며, 세츠나는 머리에 붕대를 감은 마코토를 끌어안는다. 그리고, 세츠나의 핸드폰에 '코토삐로부터 셋쨩에게'라는 제목의 문자가 전해진다. 코토노하는 세츠나와 마코토의 사이를 방해하지 않기로 한다. 다른 엔딩들과는 Fin의 색깔이 다르다는 등의 이유로 섬머데이즈 진 엔딩으로 여겨지기도 한다.
그리고 쾌감에(そして快感へ)
출현 조건: 요코를 공략함, 애정도가 최대 직전, 코토노하-코코로루트를 타지 않음.
두 사람의 파리와 같은 내용전개가 이루어지고, 이후 낙담한 마코토를 세카이가 위로해준다. 마코토는 세카이의 노골적인 호의를 단순한 위로로 받아들이고, 조금이라도 마코토와 더 사이가 가까워지길 원하며 고민하는 세카이에게 세츠나의 전화가 걸려온다. 마코토가 세츠나를 아직 좋아하고 사죄하고 싶어하는 걸 깨달은 세카이는 당황하고, 다음날 세카이는 마코토를 끌고 최대한 라딧슈에서 벗어나려고 한다. 하지만, 그날따라 이런저런 문제가 이어지고, 결국 어딜 가도 세츠나랑 만나게 된다는 판단에 세카이는 마코토를 자신의 집으로 데려가서 유혹한다. 여기에 거의 넘어간 마코토지만 세카이가 샤워를 하는 동안 생각을 바꾸고 세카이의 집에서 도망치려 시도하나 나가려는순간 돌아온 요우코(세카이의 어머니)에게 끌려간다. 세카이는 어머니의 방에서 마코토와 요우코가 성관계를 갖는 것을 보고 충격을 받지만, 결국 3P에 돌입. 일이 끝난 뒤 뒤늦게 사태를 알아챈 세츠나는 마코토를 납치. 정신을 차린 마코토에게 애정과 분노를 담은 SM을 행한다.

### 코토노하
행복하길(お幸せに)
믿음직스럽지 못한 마코토(懲りない誠)
각자의 길로(それぞれの道へ)

### 요우코
함께 소유함(共に有らん)
출현 조건: 요코를 공략함, 애정도가 애정도 최대, 코토노하-코코로루트를 타지 않음.
세츠나와 슌 사이를 오해한 마코토가 세츠나와 어떤 행위를 하는 장면을 슌에게 들키고, 거기에 쇼크를 먹은 세츠나는 마코토에게 따귀를 한 방 날리고 엄마가 가 있는 파리로 도망간다. 이를 들은 마코토는 망연자실한다. 얼마 후 파리에서 호텔방에 박힌 채 아무것도 하지 않는 세츠나를 걱정한 요우코는 어떤 소식을 듣고 공항으로 세츠나를 데려가고, 거기서 세츠나의 눈 앞에 나타난 것은 파리까지 쫓아온 마코토였다. 감격한 세츠나는 마코토에게 달려가려 하나 그전에 먼저 요우코가 감격하며 마코토에게 달려가 안긴다. 망연자실해하는 세츠나.

### 마나미
잘 익은 과실(熟した果実)
모녀 다 함께(親娘ともども)

### 기타
히카리 엔드
3화 후반 축제 상황에서 출현한다.
카렌 엔드
3화 후반 축제 상황에서 요우코와 관계를 맺었을 경우 출현한다.
카렌-오토메 엔드
3화 후반 축제 상황에서 요우코와 관계를 맺지 않았을 경우 출현한다.

## 게임 정보

### 스탭
- 기획·각본·제작총지휘 : 메이저즈 누마키치
- 캐릭터디자인·총작화감독 : 고토 쥰지

### 주제가
- 오프닝곡：
「SummerDays」
작사·작곡·노래:YURIA
- 엔딩곡：
「민들레의 솜모자(タンポポの綿帽子)」
작사·작곡·노래:yozuca*
※ 베드 엔딩 또는 코토노하를 제외한 히로인 엔딩의 경우엔 나오지 않는다.
- 그랜드 엔딩곡：
  - 「바다로부터 시작되는 이야기(海から始まる物語)」

작사·작곡·노래:쿠리바야시 미나미
※ 4화에서 그랜드 엔딩을 맞이할 경우의 엔딩 테마

### 자진회수와 버그사태
전작 「School Days」에 이어, 본작도 대량의 버그와 거듭되는 수정 패치의 릴리스에 의한 혼란이 일어났다. 특히 이번엔 전례가 없는 초대형 용량 수정 패치로, 전작에서 낸 대용량 수정 패치의 파일 사이즈를 스스로 갱신하는 불명예스러운 기록을 남겼다.
발단은 예약 통판 등에서 플라잉 겟으로 구입한 유저의 보고로 버그가 발견, 버그의 원인이 「출하 직전의 마스터 데이터에 낡은 데이터가 혼재」(공식 발표)라고 하는 단순 미스인 것으로 판명. 발매일 전날인 6월 22일에 최초의 수정 패치 배포가 개시되었지만, 동일 파일을 중복해 넣는, 이중의 단순한 실수에 의해 전례가 없는 대용량 수정 패치가 되었다. 게다가 2.3 GB라는 대용량이 화가 되어 서버가 다운된 것이 혼란에 박차를 가했다. 이에 오버플로우는 공식 사이트에 사죄문을 게재. 그 한편으로 수정판의 Ver1.01 B(용량은 1.25 GB)를 배포하고, 판매점에는 구입자 배포용의 수정 패치 DVD(Ver1.021)를 발송하며, 서버 다운 회피를 위해 BitTorrent를 사용한 배포 변경 등의 대책을 세웠다. 그러나 그 시점에서도 버그는 완전하게 수정되지 않고, 순서대로 갱신된 수정 패치가 배포되었지만, Ver1.03에서는 전세이브 데이터가 소멸(실제는 다른 폴더가 새로 작성되어 구 데이터는 보관 유지), Ver1.04에서는 게임이 무한 루프에 빠지는 치명적인 오류 때문에 공개 중지, Ver1.06에 이르러서는 설치 폴더의 경로에 2바이트 문자를 포함하면 패치를 할 수 없는 등, 갱신될 때마다 새로운 불편이 발생하고 혼란이 계속되었다. 7월 7일에는, 소프트웨어 윤리 위원회의 심사 기준에 위반하는 표현이 있었다고 해서 자주 회수를 실시한다. 그런데도 버그가 완전하게 수정된 것은 없고, 7월 23일의 Ver.1.09를 마지막으로 배포를 정지. 향후의 첫회판에 대한 수정 패치의 배포에 대해서는, 전혀 정보가 제공되지 않는 상태가 계속되었다.
그 후, 10월 18일부터 수정판 디스크를 구입자(앙케이트 카드를 보낸 유저만을 대상) 앞에 발송하는 것이, 오버플로우 공식 사이트에서 발표되었다. 이 수정판은 Ver2.00으로, 10월 27일 발매의 리뉴얼판과 같은 버전이다. 또한, 10월 30일에 수정판과 리뉴얼판의 양쪽 모두 환경에 의한 불편이 발생하는 것을 받아 배포된 Ver2.01이, 2008년 현재 최신판이다. 이것으로 일반 플레이는 가능하지만, 일부 기능의 불편은 아직 남아 있어 완전히 개선된 것은 아니다.

## DVD-PG판
아이체리로부터 2008년 4월 11일에 발매예정. 디스크는 DVD-ROM (듀얼 레이어 형식) 4매. 이용동급은 원작과 동일한 18세 이상 등급으로 그 밖의 대부분 사항도 원작인 PC판과 동일하다고 볼 수 있지만 몇 가지 차이점이 있는데 이는 다음과 같다.
- 세이브는 각 화 도중엔 불 가능하며 각 화 종료 후 3자리의 패스워드가 나타나 진행사항을 보존할 수 있도록 해준다.
- PC판에 존재하던 호감도 게이지, 선택지의 시간제한 개념, 남성 음성 삭제기능, 루트맵은 삭제.
- PC판과 달리, 회상모드를 처음부터 감상할 수 있다.
- 일부 루트와 엔딩이 삭제. 삭제된 루트와 H신의 경우「EXTRA SCENARIO」란 항목에 수록.

## 관련 상품

### 관련 서적
- 무크
  - SummerDays & SchoolDays 비주얼 콜렉션 (JIVE · ISBN 4-86176-330-4)
School Days 관련 추가 공개 일러스트 및 Summer Days 관련 일러스트, 캐릭터 설정원화, 애니메이션 원화 등 수록. 전체적으론 Summer Days가 메인으로 되어있다.
  - SummerDays 비주얼 가이드북 (JIVE · ISBN 4-86176-342-8)
캐릭터 설정, 게임 다이제스트, 게임 공략 등 수록
- 소설
  - SummerDays (하베스트출판 · ISBN 4-434-08561-1)
2006년 12월 1일 발매. 원작:오버플로우, 저자:오카다 루나. 18금 작품.
- 코믹화 단행본
  - 앤솔로지 코믹 SummerDays (COMIC XO/XO 게임 코믹 앤솔로지 · ISBN 4-86105-387-0)
2006년 10월 25일 발매. SummerDays의 앤솔로지 코믹 단행본. 18금 작품.

### CD
- SummerDays 오리지널 사운드 트랙 (Lantis · LACA-5534)
음악담당 KIRIKO/HIKO sound. 게임내 사용된 BGM 및 테마곡의 풀버전 수록. 보너스 트랙으로 School Days Drama CD Little Promise의 테마송도 수록되어있다.

## 같이 보기
- 오버플로우 (브랜드)
- 스쿨데이즈
- 섬머 라딧슈 베케이션!!